# Valby Idrætspark
Valby Idrætspark – stadion piłkarski, położony w Kopenhadze, Dania. Swoje mecze na tym obiekcie rozgrywa zespół piłkarski BK Frem Kopenhaga. Jego pojemność wynosi 12 000 miejsc.